# Sant Lluc d'Ulldecona
Sant Lluc és una església a la vila d'Ulldecona a la comarca del Montsià) protegit com a bé cultural d'interès local.
El temple actual, gòtic, substitueix una església del segle xiii (1274-1280) bastida en traslladar, el 1274, la població del castell a la vall. Les obres van començar el 1373 i el 1421 fou consagrat l'altar major. Aquesta data es dona com any de fi de les obres, no obstant 48 anys són pocs per bastir tot l'edifici i és possible, d'acord amb les interrupcions paleses en els murs, que l'obra s'avancés més en el temps. La provisionalitat del mur dels peus i els extrems dels laterals demostren que l'obra no va ser acabada però s'ignora quants trams de nau tenia el projecte inicial. La part superior del campanar fou construïda, o reconstruïda, el 1817, segons el projecte conservat. Al segle xviii, l'arquitecte Bertomeu Ribelles Dalmau va fer una ampliació de la parròquia afegint la capella del Santíssim i la sagristia. Mentre que la capella té elements neoclàssics, la sagristia recorda als esquemes barrocs.
Edifici amb orientació nord-est, de nau única dividida en quatre trams, amb capelles laterals obertes entre els contraforts de secció irregular i rematada amb absis poligonal de la mateixa amplada que la nau i amb capelles radials. La nau està coberta amb volta de creueria, amb arcs recolzats sobre pilastres motllurades adossades a l'absis i sobre culs-de-llàntia a la nau. Té esveltes finestres de traceria, més abundants a l'absis, i dues petites rosasses obertes a la nau. La porta d'accés, arquivoltada, és en el mur sud-est, està precedida d'un porxo i ocupa el lloc d'una capella. El cor, de l'amplada de la nau, està adossat al mur dels peus i dona accés al campanar; aquest és més recent i força senzill, està situat a l'extrem sud i té el sector superior vuitavat. Els murs són de carreus de pedra excepte en el dels peus que és de maçoneria. La decoració és austera, centrada en els capitells, claus de volta i portada exterior. Adossades al mur nord-oest s'aixequen la capella del Sagrari i la sagristia, més recents.
La sagristia és formada per una estança rectangular coberta amb volta de canó amb llunetes apuntades que està separada del mur per una imposta amb relleus decoratius (garlandes, putti…); la volta està dividida en tres trams mitjançant arcs faixons que acaben a l'alçada de la imposta sobre mènsules decorades seguint el mateix esquema que els altres relleus. En el mur oest hi ha dues finestres tapiades i al nord una d'oberta que és l'única que il·lumina l'estança. A la base dels murs hi ha una faixa de rajoles vidriades de factura moderna, excepte les de l'angle sud-est que són les originals, decorades amb motius vegetals.

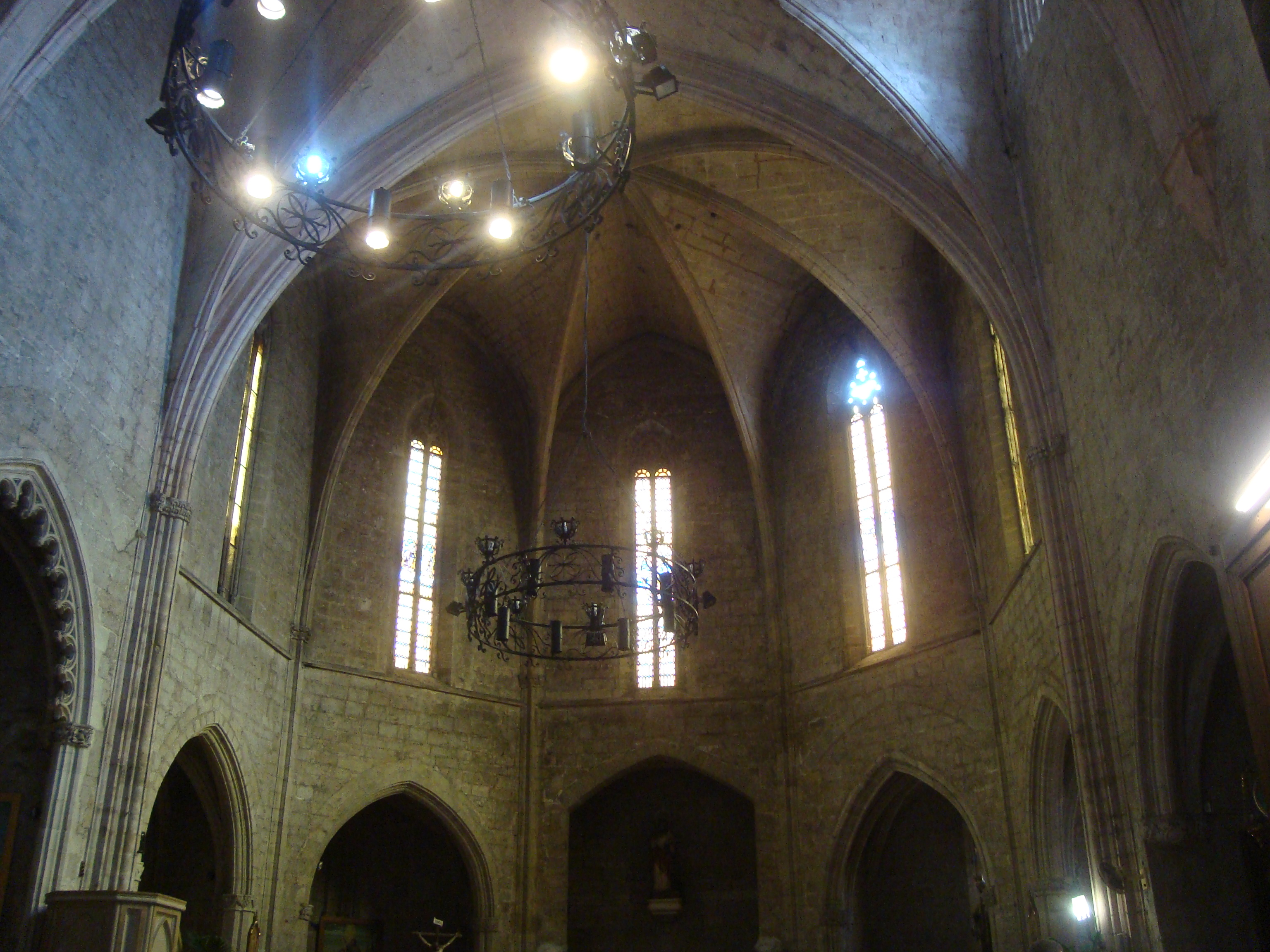
Església parroquial de Sant Lluc (Ulldecona)

Es conserva un conjunt de teles pintades a l'oli de l'antic Retaule de Sant Lluc. Representen la Trinitat, els Sants Pares de l'Església, l'enterrament de la Verge i la Coronació, Sant Lluc pintant la Verge, Sant Lluc amb un grup de gent, la Verge amb el Nen a Betlem, l'Adoració, Adam i Eva prenent el fruit prohibit i l'Expulsió. El retaule barroc del qual formaven part ocupava la capella central de l'absis. Realitzats per Joan Sarinyena.